# Apostolepis nigroterminata
Apostolepis nigroterminata este o specie de șerpi din genul Apostolepis, familia Colubridae, descrisă de Boulenger 1896. Conform Catalogue of Life specia Apostolepis nigroterminata nu are subspecii cunoscute.